# Intercontinental Cup basketbal 1978
De Intercontinental Cup (basketbal) in 1978 vond plaats in Buenos Aires. Van FIBA Europe speelde Mobilgirgi Varese en Real Madrid mee. Van de Liga Sudamericana speelde Esporte Clube Sírio en Obras Sanitarias mee en van de NCAA speelde Rhode Island Rams mee.

## Groepsfase
Eerste dag 20 juni 1978
| Real Madrid         | 111 - 108 | EC Sírio          |
| CA Obras Sanitarias | 98 - 71   | Rhode Island Rams |

Tweede dag 21 juni 1978
| Mobilgirgi Varese   | 92 - 82 | Rhode Island Rams |
| CA Obras Sanitarias | 95 - 90 | EC Sírio          |

Derde dag 22 juni 1978
| Real Madrid      | 127 - 102 | Rhode Island Rams |
| Obras Sanitarias | 95 - 89   | Mobilgirgi Varese |

Vierde dag 23 juni 1978
| Real Madrid | 137 - 112 | Mobilgirgi Varese |
| EC Sírio    | 109 - 95  | Rhode Island Rams |

Vijfde dag 24 juni 1978
| Real Madrid | 104 - 103 | CA Obras Sanitarias |
| EC Sírio    | 112 - 92  | Mobilgirgi Varese   |

|    | Team                | Pld | W | L | PF  | PA  | Points |
| -- | ------------------- | --- | - | - | --- | --- | ------ |
| 1. | Real Madrid         | 4   | 4 | 0 | 479 | 425 | 8      |
| 2. | CA Obras Sanitarias | 4   | 3 | 1 | 391 | 354 | 7      |
| 3. | EC Sírio            | 4   | 2 | 2 | 419 | 393 | 6      |
| 4. | Mobilgirgi Varese   | 4   | 1 | 3 | 383 | 426 | 5      |
| 5. | Rhode Island Rams   | 4   | 0 | 4 | 350 | 424 | 4      |